# Boštjan Hribar
Boštjan Hribar (* 10. November 1977 in Novo mesto) ist ein ehemaliger slowenischer Handballspieler. Seine Position war der rechte Rückraum.

## Karriere
Hribar kam zur Saison 2006/07 vom slowenischen Verein Celje Pivovarna Laško in die Handball-Bundesliga zum Wilhelmshavener HV. In der Saison 2007/2008 spielte er für den TV Großwallstadt. Anschließend kehrte er zurück in seine Heimat Slowenien zu RK Koper. Im Dezember 2009 wurde er auf Grund von Personalsorgen der HSG Düsseldorf kurzfristig nach Deutschland geholt. Von Düsseldorf wechselte er nach Katar. Im August 2011 wurde er von Eintracht Hildesheim verpflichtet. Bis 2016 lief er für den TSV Rödelsee auf.